# Kék levelibéka

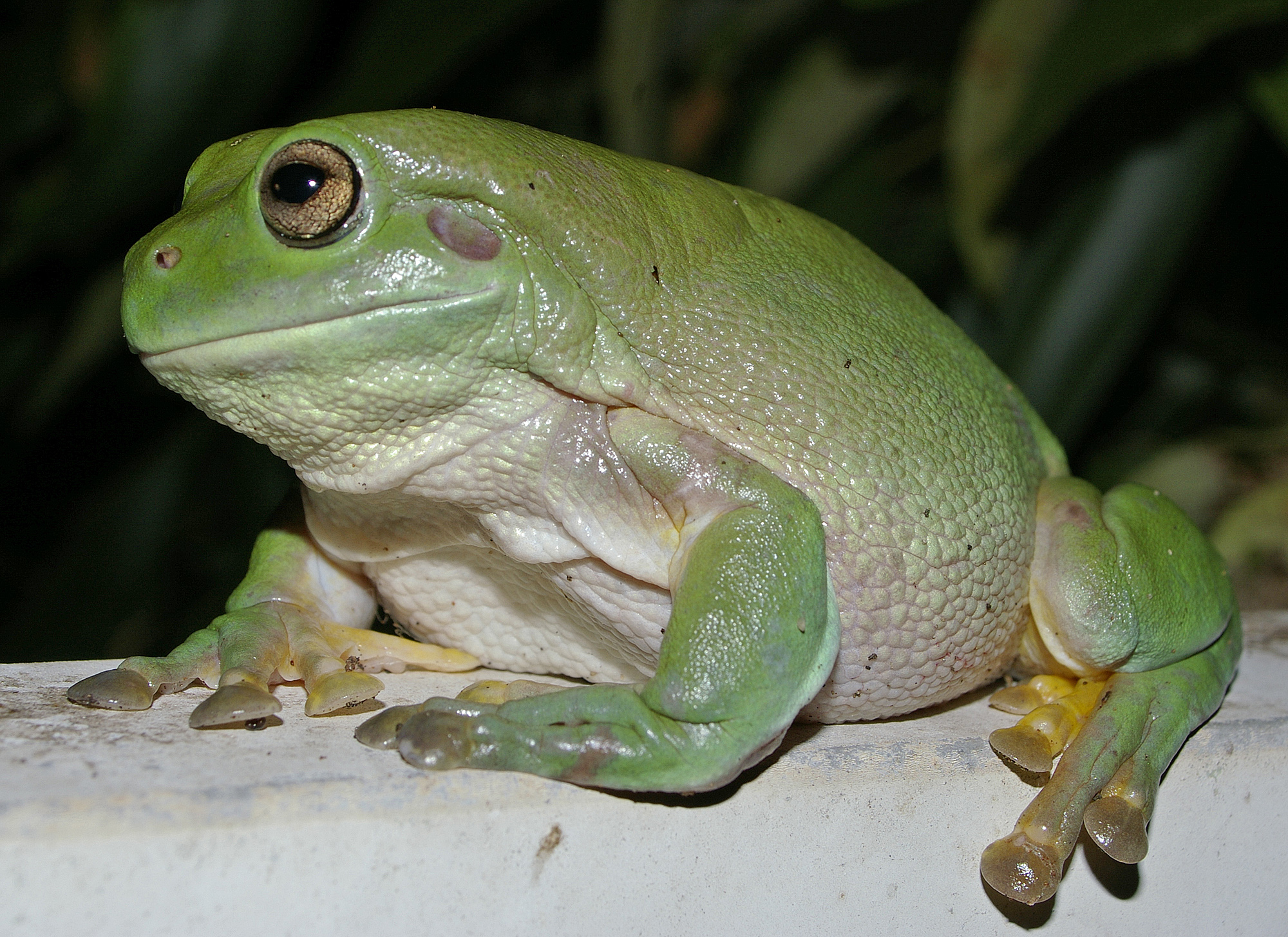

A kék levelibéka, más néven ausztrál levelibéka (Ranoidea caerulea) a kétéltűek (Amphibia) osztályába a békák (Anura) rendjébe, a Pelodryadidae családba, azon belül a Pelodryadinae alcsaládba tartozó faj.

## Előfordulása
Új-Guinea és Észak-Ausztrália trópusi esőerdeiben és szárazabb területein egyaránt előfordul, gyakori a településeken is. Szelídsége révén világszerte elterjedt, kedvelt terráriumi állat. Fogságból szökött, majd meghonosodott és szabadon élő populációi vannak Új-Zélandon és az Egyesült Államok egyes déli államaiban, főként Floridában.

## Megjelenése
A nőstények nagyobbak a hímeknél. Színét a sötétbarnától a zöldeskékig képes változtatni, a környezettől függően. A többi levelibékához hasonlóan tapadókorongjai vannak.

## Életmódja
A nedves időben laza és redőzött bőre révén rengeteg vizet képes felvenni. Egyes feltételezések szerint a vízfelvétel mértékének szabályozása révén képes változtatni a testhőmérsékletét. A szárazabb időszakokat az iszapba beásva vészeli át. Elsősorban ízeltlábúakkal táplálkozik, de kisebb gerinceseket is képes elejteni. Éjszaka és nappal egyaránt aktívak lehetnek.
Felfedezték, hogy a bőrmirigyei által termelt vegyületek közül soknak orvosi jelentősége van: antibakteriális, vírusölő és vérnyomáscsökkentő hatásúak.

## Szaporodása
A nedves időszak beköszöntével kezdődik a párzási időszak. Ekkor magas nedvességtartalmú területeket keresnek fel, például víztartályokat és csatornahálózatokat.
A párzási időszakban hímek ujján egy fekete párna képződik, amely a nőstények megragadását segíti elő. A hímek harsogó, ugatásszerű hangokkal hívják fel magukra a figyelmet. Az 1,1-1,4 mm átmérőjű peték a vízben termékenyülnek meg, majd lesüllyednek a fenékre. Az ebihalak 1-3 nap múlva kelnek ki, a metamorfózis 2-3 hét alatt játszódik le. Ivaréretté kétéves korukban válnak.